# 주니뉴 파울리스타
오스바우두 지루우두 주니오르(포르투갈어: Osvaldo Giroldo Júnior, 1973년 2월 22일 상파울루 ~ )는 브라질의 전직 축구 선수이다. 흔히 주니뉴 파울리스타(Juninho Paulista)로 불리며 과거 브라질의 상파울루 FC, 바스쿠 다 가마, 파우메이라스, CR 플라멩구, 잉글랜드의 미들즈브러, 스페인의 아틀레티코 마드리드, 스코틀랜드의 셀틱, 오스트레일리아의 시드니 FC 소속으로 뛴 경력이 있다. 1996년 애틀랜타 하계 올림픽에서 브라질 대표로 참가하여 동메달을 차지했으며 2002년 FIFA 월드컵에서 브라질 국가대표팀에 참가했다.

## 수상

#### 상 파울루
- 코파 리베르타도레스 : 1991
- 인터컨티넨탈컵 : 1991
- 레코파 수다메리카나 : 1993, 1994
- 코파 CONMEBOL : 1994

#### 바스쿠 다 가마
- 브라질 전국 리그 : 2000
- 코파 메르쿠소르 : 2000

#### 미들즈브러
- 리그컵 : 2003-04

#### 플라멩구
- 카리오카 주립 리그 : 2007

#### 브라질
- FIFA 월드컵 : 2002
- FIFA 컨페더레이션스컵 : 1997

### 개인
- 프리미어리그 올해의 선수 : 1996-97
- 프리미어리그 이 달의 선수 : 1997년 3월
- 미들즈브러 올해의 선수 : 1996-97
- 볼라 지 프라타 : 2000, 2005
- 남아메리카 올해의 팀 : 2000, 2001